# Gegenleistung
Gegenleistung ist bei einem gegenseitigen Vertrag diejenige Leistung, die der anderen Partei im Gegenzug für die ihrige versprochen wird. Die Gegenleistung besteht (außer beim Tauschvertrag oder vergleichbaren Konstruktionen) immer aus einer Geldleistung, die auch als Entgelt oder Vergütung bezeichnet und durch eine Zahlung beglichen wird.
Der Gegenleistung (Geldleistung) steht die Leistung aus dem Rechtsgrund, der Causa gegenüber, die wiederum durch die jeweilige Vertragsart typisiert ist. So ist der Mietvertrag durch Überlassung einer Sache, der Kaufvertrag durch die Übereignung und Besitzverschaffung einer Sache oder eines Rechts, der Werkvertrag durch die Herstellung eines Werks typisiert.
Leistung und Gegenleistung stehen einander im Verhältnis „ich gebe, damit Du gibst“ do ut des gegenüber, sind mithin kausal miteinander verknüpft.

## Bestimmung der Gegenleistung
Grundsätzlich wird die Gegenleistung durch den Parteiwillen gebildet oder wird nach dispositivem Recht gemäß objektiver Maßstäbe (vgl. insoweit § 612 Abs. 2, oder § 632 Abs. 2 BGB) ermittelt. Ist dies nicht der Fall, so besteht für die Bestimmung der Gegenleistung eine gesetzliche Zweifelsregelung gemäß § 316 BGB. Soweit nach dem Wortlaut der Norm, der Umfang der für eine Leistung versprochenen Gegenleistung nicht bestimmt ist, steht die Bestimmung im Zweifel demjenigen Teil zu, welcher die Gegenleistung zu fordern hat. Nach der Rechtsprechung des Bundesgerichtshofs ist das gesetzliche Bestimmungsrecht dann auch nicht anwendbar, wenn die Auslegung des Vertrags ergibt, dass der Gegenleistungsschuldner das Bestimmungsrecht ausüben soll, keiner Partei ein Bestimmungsrecht zustehen soll, oder durch das Gericht erfolgen soll.

## Zug-um-Zug-Leistungen
Gemäß § 298 BGB gilt: 
 Bei Leistungspflichten Zug um Zug, steht das Nichtanbieten der Gegenleistung der Nichtannahme der Leistung gleich. Die Regel gilt nicht nur bei gegenseitigen Verträgen, sondern für alle Fälle des Zurückbehaltungsrechts im Sinne des § 273 BGB (vgl. etwa § 410 BGB).